# يو إس إس مين (1889)
يو إس إس مين، هي سفينة تابعة لبحرية الولايات المتحدة، غرقت في ميناء هافانا في فبراير من عام 1898، ما ساهم في اندلاع الحرب الأمريكية الإسبانية في أبريل. ادعت الصحف الأمريكية -المنخرطة في الصحافة الصفراء لزيادة عدد مبيعاتها- مسؤولية الإسبان عن تدمير السفينة. أصبحت عبارة «تذكر البارجة مين! فلتذهب إسبانيا إلى الجحيم!» (Remember the Maine! To hell with Spain!) صيحة استنفار للقيام بعمل ما بهذا الخصوص. على الرغم من أن انفجار سفينة مين لم يكن سببًا مباشرًا للحرب، إلا أنه كان بمثابة محفز سرع من وتيرة الأحداث التي أدت إليها في نهاية المطاف.
تقلدت مين في عام 1895 باعتبارها طرادًا مدرعًا اسمها، لتكون بذلك أول سفينة تابعة للبحرية الأمريكية تُسمى على اسم ولاية مين. اعتُبرت كل من مين والسفينة الحربية المشابهة لها تكساس ثورةً في تصميم السفن الحربية الأمريكية، ما يعكس أحدث التطورات البحرية الأوروبية. امتلكت كلتا السفينتين برجين مدفعيّين متقابلين، واستُغني عن الصواري بشكل نهائي بسبب زيادة الموثوقية بالمحركات البخارية. كان قد عفا الزمن على كل من مين وتكساس مع الانتهاء من بنائهما، وذلك بسبب فترة بنائهما الطويلة التي امتدت لتسع سنوات، إذ كانت السفن الأحدث منهما آنذاك إما في الخدمة أو على وشك الانتهاء في ذلك العام.
أُرسلت مين إلى ميناء هافانا لحماية المصالح الأمريكية خلال حرب استقلال كوبا. انفجرت مين وغرقت مساء 15 فبراير من عام 1898، ما أسفر عن مقتل ثلاثة أرباع طاقمها. حكم مجلس تحقيق تابع للبحرية الأمريكية في عام 1898 بأن غرق السفينة فد نتج عن انفجار لغم خارجي. ومع ذلك، اختلف بعض ضباط البحرية الأمريكية مع المجلس، مشيرين إلى أن اشتعال مستودع السفينة نتج عن حريق عفوي في قبو الفحم. كان الفحم المستخدم في مين فحمًا بتيومينيًا معروفًا بإطلاقه لغاز المناجم، الذي يُعتبر مزيجًا من الغازات التي تتكون بشكل أساسي من غاز الميثان القابل للاشتعال والمعرض للانفجارات العفوية. اتفق تحقيق الأدميرال هيمان ريكوفر في عام 1974 مع فرضية حريق الفحم. ومع ذلك، بقي سبب غرق هذه السفينة موضع جدل.
بقيت السفينة في قعر الميناء حتى عام 1911، عندما بُني سد حوله. أُصلح هيكل السفينة حتى طافت، ثم سُحبت إلى البحر وغرقت فيه. تقع مين اليوم في قاع البحر على عمق 3600 قدم (1100 متر) تحت سطح الماء. يُعتبر الصاري الرئيسي للسفينة اليوم نصبًا تذكاريًا في مقبرة أرلينغتون الوطنية.

## التحقيقات

### نظريات المؤامرة حول عملية الراية الكاذبة
يُعتبر الرأي الرسمي في كوبا وكذلك في وسائل الإعلام الإسبانية هو أن غرق السفينة نتج عن عملية راية كاذبة أجراها المسؤولون الأمريكيون. يجادل الكوبيون بأن الولايات المتحدة قد أغرقت السفينة عمداً لخلق ذريعة للبدء بالعمل العسكري ضد إسبانيا. يصور نصب مين التذكاري في هافانا بحارة مين على أنهم «ضحايا جشع الإمبرياليين المتحمسين للسيطرة على كوبا»، الأمر الذي يعني أن عملاء الولايات المتحدة قد فجروا سفينتهم عن عمد.
كان إلياديس أكوستا رئيس لجنة الثقافة في الحزب الشيوعي الكوبي والمدير السابق لمكتبة خوسيه مارتي الوطنية في هافانا. قدم إلياديس أكوستا التفسير الكوبي الموحد في مقابلة مع صحيفة نيويورك تايمز، لكنه أضاف أن «الأمريكيين قد ماتوا من أجل حرية كوبا، ويجب الاعتراف بذلك».  قدم ميخائيل خازن الاقتصادي الروسي الذي أدار القسم الثقافي في كومسومولسكايا برافدا هذا الادعاء في روسيا أيضًا، كما كتب إريك فراتيني الصحفي الإسباني البيروفي في كتابه «مانيبيلندو لا هيستوريا. أوبيراسيوني دي فالساب انديرا. ديل مين آل غولبي دي إيستادو دي توركيا» (التلاعب في التاريخ. عمليات الراية الكاذبة. من مين إلى انقلاب تركيا).
كانت عملية نورثود عبارة عن سلسلة من المقترحات التي قدمها مسؤولو البنتاغون إلى هيئة الأركان المشتركة في عام 1962، والتي حددت عددًا من عمليات الراية الكاذبة المقترحة التي يمكن إلقاء اللوم فيها على الشيوعيين الكوبيين بهدف حشد الدعم ضدهم. اقترح أحد هؤلاء أن تُفجر إحدى السفن التابعة للبحرية الأمريكية في خليج غوانتانامو عمدًا. استخدمت العبارة «حادثة [تذكر ماين]»، في محاكاة عناوين الصحافة الصفراء التي انتشرت خلال الفترة السابقة.